# Антонівська сільська рада (Шполянський район)
Анто́нівська сільська́ ра́да — адміністративно-територіальна одиниця та орган місцевого самоврядування у Шполянському районі Черкаської області. Адміністративний центр — село Антонівка.

## Загальні відомості
- Населення ради: 881 особа (станом на 2001 рік)

## Населені пункти
Сільській раді були підпорядковані населені пункти:
- с. Антонівка
- с. Глиняна Балка
- с. Коротине

## Склад ради
Рада складалася з 16 депутатів та голови.
- Голова ради: Годлевський Олег Петрович
- Секретар ради: Мазуренко Лідія Іванівна

### Керівний склад попередніх скликань
| Прізвище, ім'я, по батькові | Основні відомості                                                                     | Дата обрання | Дата звільнення |
| --------------------------- | ------------------------------------------------------------------------------------- | ------------ | --------------- |
| Годлевський Олег Петрович   | Сільський голова, 1970 року народження, освіта незакінчена вища, безпартійний         | 26.03.2006   | 31.10.2010      |
| Годлевський Олег Петрович   | Сільський голова, 1970 року народження, освіта незакінчена вища, член Партії регіонів | 31.10.2010   |                 |

Примітка: таблиця складена за даними сайту Верховної Ради України

### Депутати
За результатами місцевих виборів 2010 року депутатами ради стали:

#### За суб'єктами висування
| Суб'єкт висування | Кількість обраних депутатів | %   |
| ----------------- | --------------------------- | --- |
| Партія регіонів   | 16                          | 100 |

#### За округами
| № округу        | Прізвище, ім'я, по батькові      | Дата визнання обраним | Освіта  | Партійна приналежність | Відомості про обраного депутата                   |
| --------------- | -------------------------------- | --------------------- | ------- | ---------------------- | ------------------------------------------------- |
| Партія регіонів |                                  |                       |         |                        |                                                   |
| 1               | Курінний Олег Іванович           | 01.11.2010            | середня | член Партії регіонів   | приватний підприємець                             |
| 2               | Холодна Світлана Олексіївна      | 01.11.2010            | вища    | член Партії регіонів   | СТОВ «Насіння», вагар                             |
| 3               | Курінний Микола Васильович       | 01.11.2010            | середня | член Партії регіонів   | приватний підприємець                             |
| 4               | Шкарбан Валерій Федорович        | 01.11.2010            | середня | член Партії регіонів   | тимчасово не працює                               |
| 5               | Ніковський Сергій Миколайович    | 01.11.2010            | вища    | член Партії регіонів   | СТОВ «Насіння», виконавчий директор               |
| 6               | Мазуренко Лідія Іванівна         | 01.11.2010            | середня | член Партії регіонів   | Антонівська сільська рада, секретар               |
| 7               | Задніпряна Валентина Миколаївна  | 01.11.2010            | середня | член Партії регіонів   | пенсіонер                                         |
| 8               | Бондар Наталія Володимирівна     | 01.11.2010            | середня | член Партії регіонів   | Антонівська сільська бібліотека, бібліотекар      |
| 9               | Данілов Сергій Васильович        | 11.11.2010            | середня | член Партії регіонів   | Антонівський навчально-виховний комплекс, кочегар |
| 10              | Козій Сергій Олександрович       | 11.11.2010            | вища    | член Партії регіонів   | Шполянський завод продтоварів, заготівельник      |
| 11              | Вакалюк Михайло Миколайович      | 11.11.2010            | середня | член Партії регіонів   | тимчасово не працює                               |
| 12              | Волошин Ігор Іванович            | 11.11.2010            | середня | член Партії регіонів   | тимчасово не працює                               |
| 13              | Лопушанська Олена Іванівна       | 11.11.2010            | середня | член Партії регіонів   | пенсіонер                                         |
| 14              | Курінний Іван Петрович           | 11.11.2010            | середня | член Партії регіонів   | фельдшерський пункт, фельдшер                     |
| 15              | Мачульський Вадим Ігорович       | 11.11.2010            | середня | член Партії регіонів   | тимчасово не працює                               |
| 16              | Вербівський Владислав Васильович | 11.11.2010            | середня | член Партії регіонів   | тимчасово не працює                               |